# Ayagawa
Ayagawa (綾川町?) è una cittadina giapponese della prefettura di Kagawa.